# Emmanuel Anati
Emmanuel Anati (Firenze, 14 maggio 1930) è un archeologo italiano.

## Biografia
Emmanuel Anati nasce a Firenze nel 1930 da Ugo e Elsa Castelnuovo, una famiglia di origine ebraica.
Trasferitosi a Gerusalemme nel 1945, si laurea in archeologia alla locale Università Ebraica nel 1952.
Nel 1959 si specializza in antropologia e scienze sociali all'Università di Harvard. Nel 1960 ottiene il Dottorato in Lettere alla Sorbona di Parigi.
Ha svolto campagne di scavo e di ricerca archeologia in Israele (soprattutto nel deserto del Neghev), in Spagna, Francia ed altri paesi europei. In base ai risultati dei suoi ritrovamenti nella penisola del Sinai ha avanzato la tesi che il Monte Sinai biblico non sia da individuare nel Gebel Katherina, ma in località Har Karkom. Questa tesi è stata al centro di numerosi dibattiti.
Negli anni cinquanta inizia le sue spedizioni in Val Camonica, che permetteranno la riscoperta di decine di migliaia di incisioni rupestri, rendendo questa valle il polo d'arte rupestre più importante d'Europa.
Nel 1964 fonda il Centro Camuno di Studi Preistorici, a Capo di Ponte, istituzione che ha lo scopo di studiare l'arte preistorica e tribale e contribuire alla valorizzazione del patrimonio culturale collegato.
Collabora frequentemente con numerose testate informative, come Avvenire.

## Opere
- La datazione dell'arte preistorica camuna, Tipografia Camuna, Breno (BS), 1963
- Origini della civiltà camuna, Edizioni del Centro, Capo di Ponte (BS), 1968
- I massi di Cemmo, Edizioni del Centro, Capo di Ponte (BS), 1972
- I pugnali nell'arte rupestre e nelle statue-stele dell'Italia settentrionale, Edizioni del Centro, Capo di Ponte (BS), 1972
- Evoluzione e stile nell'arte rupestre camuna, Edizioni del Centro, Capo di Ponte (BS), 1975
- Metodi di rilevamento e di analisi dell'arte rupestre, Edizioni del Centro, Capo di Ponte (BS), 1976
- Capo di Ponte, Edizioni del Centro, Capo di Ponte (BS), 1978
- I Camuni, alle radici della civiltà europea, Jaca Book, Milano, 1979
- Le statue-stele della Lunigiana, i testimoni dell'ultima rivoluzione culturale della preistoria, Jaca Book, Milano, 1981
- Il caso Valcamonica: rapporto uomo-territorio nella dinamica della storia Edizioni Unicopli, Milano, 1982
- Luine, collina sacra, Edizioni del Centro, Capo di Ponte (BS), 1982
- Valcamonica: 10.000 anni di storia, Edizioni del Centro, Capo di Ponte (BS), 1987
- Origini dell'arte e della concettualità, Jaca Book, Milano 1988
- Le radici della cultura, Jaca Book, Milano 1992
- Il linguaggio delle pietre. Valcamonica: una storia per l'Europa, Edizioni del Centro, Capo di Ponte (BS), 1994
- La civiltà della Valcamonica, Il Saggiatore, Milano, 1996
- I segni della storia, Di Renzo Editore, Roma, 1997
- La riscoperta del Monte Sinai, Edizioni Messaggero Padova, 2010